# Grimsta IP
Grimsta IP é um estádio multi-uso localizado em Bromma, Suécia. Atualmente é usado principalmente para partidas de futebol e é o estádio em que o IF Brommapojkarna manda seus jogos. O estádio tem capacidade para 4 000 pessoas. 